# Гідроцерусит
Гідроцерусит (англ. hydrocerussite; нім. Hydrocerussit m) — основний карбонат свинцю.

## Загальний опис
Хімічна формула: Pb3[OHCO3]2.
Склад у %: PbO — 86,33; CO2 — 11,35; Н2О — 2,32.
Сингонія гексагональна.
Утворює тонкі лусочки, а також товстотаблитчасті або гостропірамідальні агрегати.
Густина 6,80.
Твердість 3,5.
Безбарвний до білого.
Блиск алмазний, перламутровий полиск.
Напівпрозорий до прозорого. Крихкий.
Продукт вивітрювання свинцевих руд.
Зустрічається у родов. Лонгбан (Швеція), Лавріумі (Греція), Шотландії, у руднику Рідер (Алтай).
Гідроцерусит є одним з основних складників пігменту Свінцеві білила (основний карбонат свинцю). Свінцеві білила – це суміш гідроцеруситу та церуситу (PbCO₃) у різних пропорціях. Гідроцерусит надає пігменту хорошу покривну здатність і стабільний білий колір. Церусит забезпечує легшу розчинність у кислотах і впливає на текстуру пігменту.
Свінцеві білила історично широко використовувалися в живописі завдяки своїй яскравості, світлостійкості та швидкому висиханню в олійних фарбах. Однак через токсичність свинцю їх замінили на безпечніші альтернативи, такі як титанова білила (TiO₂) та цинкові білила (ZnO).